# Janette Husárová
Janette Husárová (* 4. červen 1974, v Bratislavě, Československo) je bývalá slovenská profesionální tenistka. Ve své dosavadní kariéře vyhrála 24 turnajů WTA ve čtyřhře. V roce 2002 zvítězila ve čtyřhře spolu s Jelenou Dementěvovou na Turnaji mistryň.
V roce 2002 vybojovala společně se slovenskou reprezentací vítězství ve Fed Cupu, když ve finálovém utkání Slovenky porazily Španělsko 3:1.

## Finálové účasti na turnajích Grand Slamu

### Čtyřhra - prohry (1)
| Rok  | Turnaj  | Partnerka          | Vítězky                                     | Výsledek |
| 2002 | US Open | Jelena Dementěvová | Paola Suárezová Virginia Ruanová Pascualová | 6–2, 6–1 |

## Finálové účasti na Turnaji mistryň

### Čtyřhra - vítězství (1)
| Rok  | Turnaj      | Partnerka          | Vítězky                           | Výsledek |
| 2002 | Los Angeles | Jelena Dementěvová | Jelena Lichovcevová Cara Blacková | 6–2, 6–1 |

## Finálové účasti na turnajích WTA (40)

### Čtyřhra – výhry (25)
| Č.  | Datum             | Turnaj                      | Povrch  | Partnerka              | Soupeřky ve finále                            | Výsledek        |
| 1.  | 21. červenec 1996 | Palermo, Itálie             | antuka  | Barbara Schettová      | Barbara Rittnerová Florencia Labatová         | 6-1, 6-2        |
| 2.  | 11. srpen 1996    | Maria Lankowitz, Rakousko   | antuka  | Natalia Medveděvová    | Kateřina Sisková Lenka Cenková                | 6-4, 7-5        |
| 3.  | 5. leden 1997     | Auckland, Nový Zéland       | tvrdý   | Dominique Van Roostová | Elena Wagnerová Aleksandra Olszová            | 6-2, 6-75, 6-3  |
| 4.  | 22. únor 1998     | Bogotá, Kolumbie            | antuka  | Paola Suárezová        | Jekaterina Sysojevová Melissa Mazzottová      | 3-6, 6-2, 6-3   |
| 5.  | 14. květen 2000   | Varšava, Polsko             | antuka  | Tathiana Garbinová     | Anna Zaporožanovová Iroda Tuliaganovová       | 6-3, 6-1        |
| 6.  | 7. leden 2001     | Gold Coast, Austrálie       | tvrdý   | Giulia Casoniová       | Meghann Shaughnessyová Katie Schlukebirová    | 7-69, 7-5       |
| 7.  | 25. únor 2001     | Bogotá, Kolumbie            | antuka  | Tathiana Garbinová     | Paola Suárezová Laura Montalvová              | 6-4, 2-6, 6-4   |
| 8.  | 22. duben 2001    | Budapešť, Maďarsko          | antuka  | Tathiana Garbinová     | Dragana Zarićová Zsofia Gubacsiová            | 6-1, 6-3        |
| 9.  | 15. červenec 2001 | Palermo, Itálie             | antuka  | Tathiana Garbinová     | Anabel M. Garriguesová María J. M. Sánchezová | 4-6, 6-2, 6-4   |
| 10. | 17. únor 2002     | Dauhá, Katar                | tvrdý   | Arantxa S. Vicariová   | Caroline Visová Alexandra Fusaiová            | 6-3, 6-3        |
| 11. | 12. květen 2002   | Berlín, Německo             | antuka  | Jelena Dementěvová     | Arantxa S. Vicariová Daniela Hantuchová       | 0-6, 7-63, 6-2  |
| 12. | 4. srpen 2002     | San Diego, USA              | tvrdý   | Jelena Dementěvová     | Ai Sugijamaová Daniela Hantuchová             | 6-2, 6-4        |
| 13. | 6. říjen 2002     | Moskva, Rusko               | koberec | Jelena Dementěvová     | Naďa Petrovová Jelena Dokićová                | 2-6, 6-3, 7-67  |
| 14. | 27. říjen 2002    | Lucemburk, Lucembursko      | tvrdý   | Kim Clijstersová       | Barbara Rittnerová Květa Peschkeová           | 4-6, 6-3, 7-5   |
| 15. | 11. listopad 2002 | WTA Tour Championships, USA | koberec | Jelena Dementěvová     | Jelena Lichovcevová Cara Blacková             | 4-6, 6-4, 6-3   |
| 16. | 28. únor 2004     | Dubaj, SAE                  | tvrdý   | Conchita Martínezová   | Jelena Lichovcevová Světlana Kuzněcovová      | 6-0, 1-6, 6-3   |
| 17. | 17. duben 2004    | Estoril, Portugalsko        | antuka  | E. Gagliardiová        | Gabriela Navrátilová Olga Blahotová           | 6-3, 6-2        |
| 18. | 31. říjen 2004    | Linz, Rakousko              | tvrdý   | Jelena Lichovcevová    | Patty Schnyderová Nathalie Dechyová           | 6-2, 7-5        |
| 19. | 6. únor 2005      | Tokio, Japonsko             | koberec | Jelena Lichovcevová    | Corina Morariuová Lindsay Davenportová        | 6-4, 6-3        |
| 20. | 23. červenec 2006 | Palermo, Itálie             | antuka  | Michaëlla Krajiceková  | Giulia Gabbová Alice Canepová                 | 6-0, 6-0        |
| 21. | 30. červenec 2006 | Budapešť, Maďarsko          | antuka  | Michaëlla Krajiceková  | Renata Voráčová Lucie Hradecká                | 4-6, 6-4, 6-4   |
| 22. | 6. leden 2007     | Auckland, Nový Zéland       | tvrdý   | Paola Suárezová        | Shikha Uberoiová Sie Šu-wej                   | 6-0, 6-2        |
| 23. | 30. září 2007     | Lucemburk, Lucembursko      | tvrdý   | Iveta Benešová         | Viktoria Azarenková Šachar Pe'erová           | 6-4, 6-2        |
| 24. | 13. červenec 2008 | Budapešť, Maďarsko          | antuka  | Alizé Cornetová        | Vanessa Henkeová Ioana Raluca Olaruová        | 6-75, 6-1, 10-6 |
| 25. | 5. květen 2012    | Budapešť, Maďarsko          | antuka  | Magdaléna Rybáriková   | Eva Birnerová Michaëlla Krajiceková           | 6–4, 6–2        |

### Čtyřhra - prohry (18)
| Č.  | Datum             | Turnaj                   | Povrch  | Partnerka              | Soupeřky ve finále                              | Výsledek                    |
| 1.  | 17. říjen 1993    | Montpellier, Francie     | koberec | Dominique Van Roostová | Claudia Porwiková Meredith Mcgrathová           | 3-6, 6-2, 7-63              |
| 2.  | 11. leden 1998    | Auckland, Nový Zéland    | tvrdý   | Julie Halardová        | Tamarine Tanasugarnová Nana Mijagiová           | 7-61, 6-4                   |
| 3.  | 18. leden 1998    | Hobart, Austrálie        | tvrdý   | Julie Halardová        | Paola Suárezová Virginia R. Pascualová          | 7-66, 6-3                   |
| 4.  | 9. květen 1999    | Varšava, Polsko          | antuka  | Amélie Cocheteuxová    | Irina Seljutinová Cătălina Cristeaová           | 6-1, 6-2                    |
| 5.  | 10. říjen 1999    | São Paulo, Brazílie      | antuka  | Florencia Labatová     | Paola Suárezová Laura Montalvová                | 6-71, 7-5, 7-5              |
| 6.  | 20. únor 2000     | São Paulo, Brazílie      | antuka  | Florencia Labatová     | Paola Suárezová Laura Montalvová                | 5-7, 6-4, 6-3               |
| 7.  | 10. únor 2002     | Paříž, Francie           | koberec | Jelena Dementěvová     | Meilen Tuová Nathalie Dechyová                  | bez boje                    |
| 8.  | 16. březen 2002   | Indian Wells, USA        | tvrdý   | Jelena Dementěvová     | Rennae Stubbsová Lisa Raymondová                | 7-5, 6-0                    |
| 9.  | 28. červenec 2002 | Stanford, USA            | tvrdý   | Conchita Martínezová   | Rennae Stubbsová Lisa Raymondová                | 6-1, 6-1                    |
| 10. | 24. srpen 2002    | New Haven, USA           | tvrdý   | Tathiana Garbinová     | Arantxa Sánchezová Vicariová Daniela Hantuchová | 6-3, 1-6, 7-5               |
| 11. | 8. září 2002      | US Open, USA             | tvrdý   | Jelena Dementěvová     | Paola Suárezová Virginia R. Pascualová          | 6-2, 6-1                    |
| 12. | 29. září 2002     | Lipsko, Německo          | koberec | Paola Suárezová        | Serena Williamsová Alexandra Stevensonová       | 6-3, 7-5                    |
| 13. | 13. duben 2003    | Charleston, USA          | antuka  | Conchita Martínezová   | Paola Suárezová Virginia R. Pascualová          | 6-0, 6-3                    |
| 14. | 6. březen 2004    | Dauhá, Katar             | tvrdý   | Conchita Martínezová   | Jelena Lichovcevová Světlana Kuzněcovová        | 7-64, 6-2                   |
| 15. | 9. květen 2004    | Berlín, Německo          | antuka  | Conchita Martínezová   | Meghann Shaughnessyová Naďa Petrovová           | 6-2, 2-6, 6-1               |
| 16. | 18. květen 2008   | Řím, Itálie              | antuka  | Iveta Benešová         | Čuang Ťia-žung Čan Jung-žan                     | 7-65, 6-3                   |
| 17. | 3. březen 2013    | Malaysian Open, Malajsie | tvrdý   | Čang Šuaj              | Šúko Aojamová Čang Kchaj-čen                    | 7–6(7–4), 6–7(4–7), [12–14] |
| 18. | 5. srpen 2013     | Carlsbad Open, USA       | tvrdý   | Čan Chao-čching        | Raquel Kops-Jones Abigail Spearsová             | 4–6, 1–6                    |

## Pohár Federace
Janette Husárová se zúčastnila 22 zápasů ve Fed Cupu za tým Slovenska s bilancí 6–6 ve dvouhře a 11–6 ve čtyřhře.